# Robert Radosz
Robert Radosz (Slawno, 8 juli 1975) is een Pools voormalig professioneel wielrenner. Hij behaalde voornamelijk overwinningen in zijn thuisland.

## Belangrijkste overwinningen
2000
Eindklassement Bałtyk-Karkonosze-Tour
2002
Memoriał Romana Siemińskiego
2003
8e etappe Baltyk-Karkonosze-Tour
2004
7e etappe Baltyk-Karkonosze-Tour
2e etappe Koers van de Olympische Solidariteit
Memoriał Henryka Łasaka
2005
4e etappe deel A Ronde van Mazovië
3e etappe Malopolski Wyscig Gorski
4e etappe deel B Ronde van Slowakije
7e etappe Ronde van Bulgarije
2006
1e etappe Koers van de Olympische Solidariteit
Eindklassement Koers van de Olympische Solidariteit
3e etappe Malopolski Wyscig Gorski
4e etappe deel A Ronde van Bulgarije
2007
4e etappe Szlakiem Grodòw Piastowskich
5een 7e etappe Ronde van Hainan
Eindklassement Ronde van Hainan
2011
5e etappe Baltyk-Karkonosze-Tour
Eindklassement Baltyk-Karkonosze-Tour
3e etappe Malopolski Wyscig Gorski
Eindklassement Ronde van Mazovië
2012
8e etappe Baltyk-Karkonosze-Tour

## Resultaten in voornaamste wedstrijden
| Jaar |  | WK op de weg |
| ---- |  | ------------ |
| 2002 |  | 91e          |